# Eunidia quadrivittata
Eunidia quadrivittata är en skalbaggsart som beskrevs av Stefan von Breuning 1938. Eunidia quadrivittata ingår i släktet Eunidia och familjen långhorningar.
Artens utbredningsområde är Kenya. Inga underarter finns listade i Catalogue of Life.